# 五井泡
五井泡是一个位于中国吉林省长岭县的湖泊，面积约为4.5平方千米，平均水深约为1.1米。